# Bara församling, Visby stift
Bara församling var en församling i Visby stift. Församlingen uppgick 1884 i Hörsne med Bara församling.
Församlingskyrka var Bara kyrka.

## Administrativ historik
Församlingen har medeltida ursprung. 
Församlingen var till 1884 annexförsamling i pastoratet Hörsne och Bara för 1884 uppgå i Hörsne med Bara församling.